# Haramosh
Haramosh of Haramosh Peak is een 7390 meter hoge berg in de Pakistaanse Karakoram. De Haramosh is de zuidelijke hoekpunt van het Rakaposhi-Haramoshmassief en torent boven een bocht in het dal van de Indus tussen de plaatsen Skardu en Gilgit, vlak ten oosten van de samenvloeiing van de rivier de Gilgit met de Indus. In het noorden is de berg verbonden met de zeer scherpe Laila Peak (6069 m).
De eerste poging tot een beklimming was in 1947 door een Zwitserse expeditie. In 1957 probeerde een Engelse expeditie de top te bereiken, maar de helft van de deelnemers kwam om en de expeditie werd afgebroken. De eerste beklimming was een jaar later en volgde dezelfde route over de noordoostelijke zijde. Op 4 augustus 1958 stonden de Oostenrijkse klimmers Heinrich Roiss, Stefan Pauer en Franz Mandl op de top.